# 428
| [ Edytuj tabelę ] |                                       |
| Cesarz Bizancjum  | - 408 Teodozjusz II 450               |
| Król Franków      | - 426 Klodian 447                     |
| Władca Guptów     | - 414 Kumaragupta 455                 |
| Władca Korei      | - 413 Changsu 491                     |
| Papież            | - 422 Celestyn I 432                  |
| Król Persji       | - 420 Bahram V 439                    |
| Cesarz Rzymu      | - 425 Walentynian III 455             |
| Król Wandalów     | - 406 Gunderyk 428 - 428 Genzeryk 477 |
| Król Wizygotów    | - 419 Teodoryk I 451                  |

Rok 428 / CDXXVIII
stulecia: IV wiek ~
V wiek ~
VI wiek

lata: 418 «
423 «
424 «
425 «
426 «
427 «
428
» 429
» 430
» 431
» 432
» 433
» 438

## Wydarzenia
- Azja
  - ponowne połączenie Persji i Armenii
- Europa
  - Nestoriusz został mianowany patriarchą Konstantynopola